# Cadolla (població)
Cadolla és un poble del terme municipal de Senterada, al Pallars Jussà. Està situat a ponent del terme, molt a prop del límit amb el Pont de Suert i, per tant, amb la comarca de l'Alta Ribagorça. De fet, el riu de Cadolla, afluent secundari del Flamisell a través del riu Bòssia, s'origina dins de l'actual terme municipal del Pont de Suert.

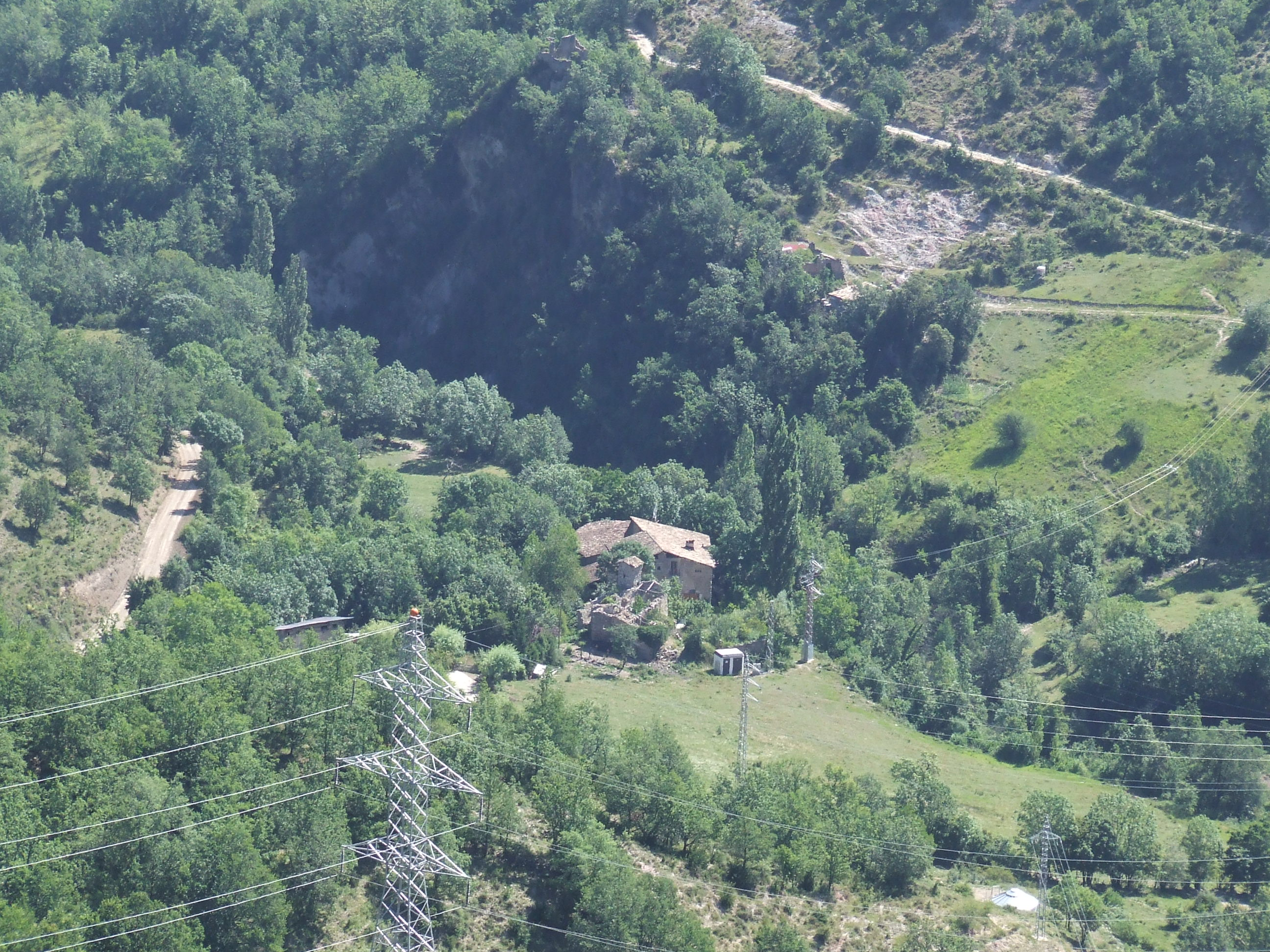
Cadolla des de Pinyana

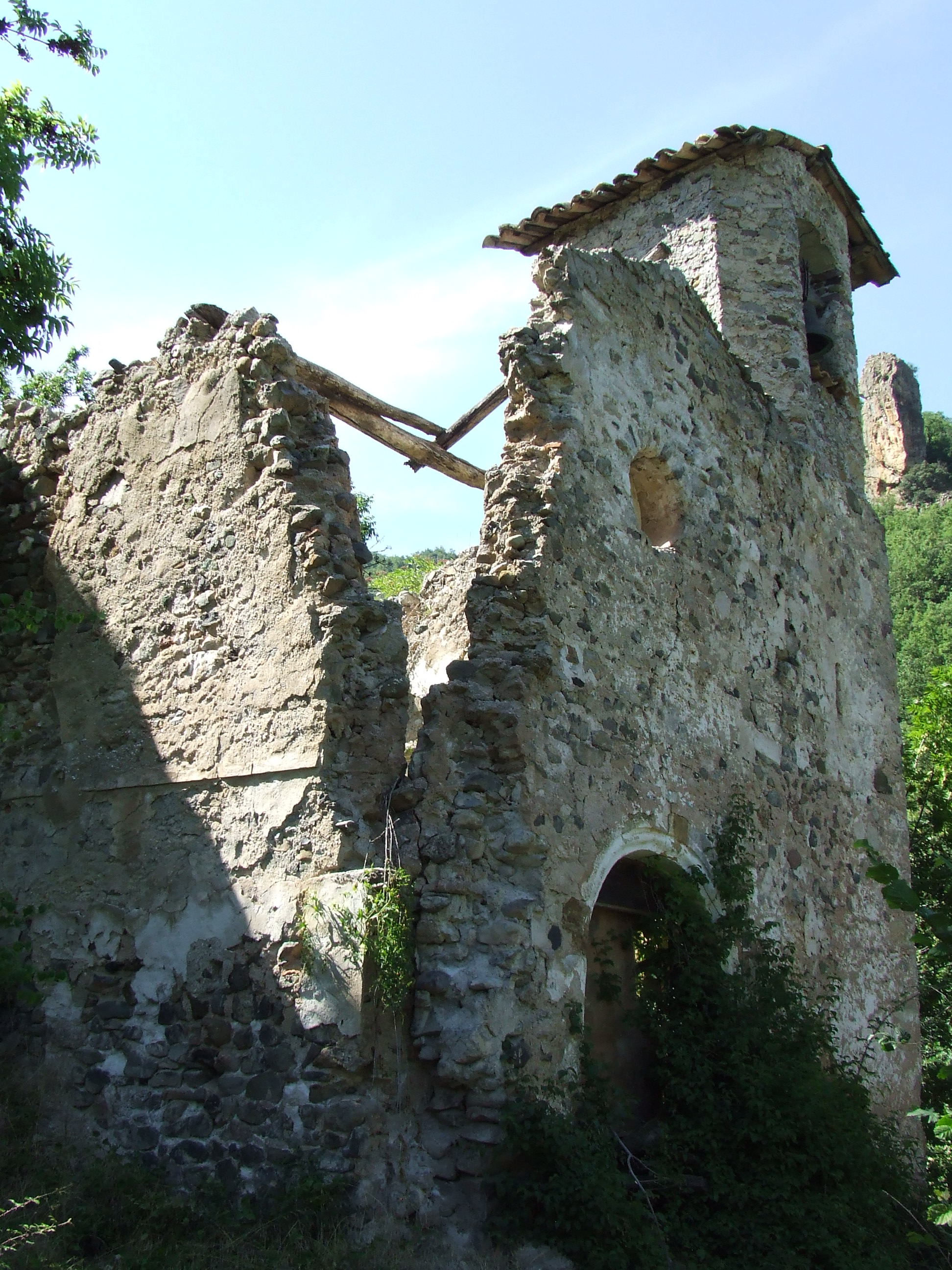
La Presentació de la Mare de Déu de Cadolla

El poble de Cadolla està situat al fons de la vall del riu del mateix nom, i és accessible per una pista que surt de la que mena a Naens, Burguet i Cérvoles i arriba a Cadolla en uns 6 quilòmetres des de Senterada.
La seva església, sufragània de Sant Esteve de Naens, és dedicada a la Presentació de la Mare de Déu. Com aquella parròquia, pertany al bisbat de Lleida.
A Cadolla hi ha dos dòlmens: el de Mas Pallarès i el de la Casa Encantada, excavats pel Seminari de Prehistòria de la Universitat de Barcelona. El Dolmen de la Casa Encantada és a 42° 20′ 36.01″ N, 0° 53′ 27.27″ E / 42.3433361°N,0.8909083°E, a la Serra de Pinyana, a 1.396,3 m. alt., en el lloc de trobada de la Serra de Comillini, a ponent, i el Serrat de les Bordes, a llevant. És 1,5 km al nord-nord-oest de Cadolla, en línia recta. El dolmen es troba dins del terme de Senterada, però gairebé al límit amb el de Sarroca de Bellera.

## Etimologia
Una cadolla és un clot ple d'aigua obert en una roca, potser sobre una base llatina vulgar o d'origen incert *catulla. Segons Joan Coromines és un topònim amb més presències a les terres de parla catalana, però la majoria són en torrents o barrancs, llocs on les aigües formen fàcilment cadolles a les roques per on passa el curs d'aigua. Cal recordar que Cadolla és en el fons de la vall d'un riu pirinenc on, precisament, l'aigua en forma moltes, de cadolles.

## Història
Cadolla i la Quadra de Miravet havien format ajuntament propi el 1812, amb la promulgació de la Constitució de Cadis i la reorganització territorial que se'n derivà, però foren agrupades a Senterada el febrer del 1847, en no reunir els 30 veïns (caps de família) necessaris per a mantenir la independència municipal. Actualment, la Quadra de Miravet no és res més que un topònim, ja que no queda res de les seves edificacions.
El poble es componia d'una desena de cases, la major part de les quals són abandonades i en ruïnes: casa de Fierro, la Mola, ca del Sant i ca de Joanet més amunt i a llevant del poble, Montpeat uns 400 metres al sud-est del poble, enlairada dalt d'un turonet, ca del Gravat, quasi del tot desapareguda, uns 600 metres al nord-est, etcètera.

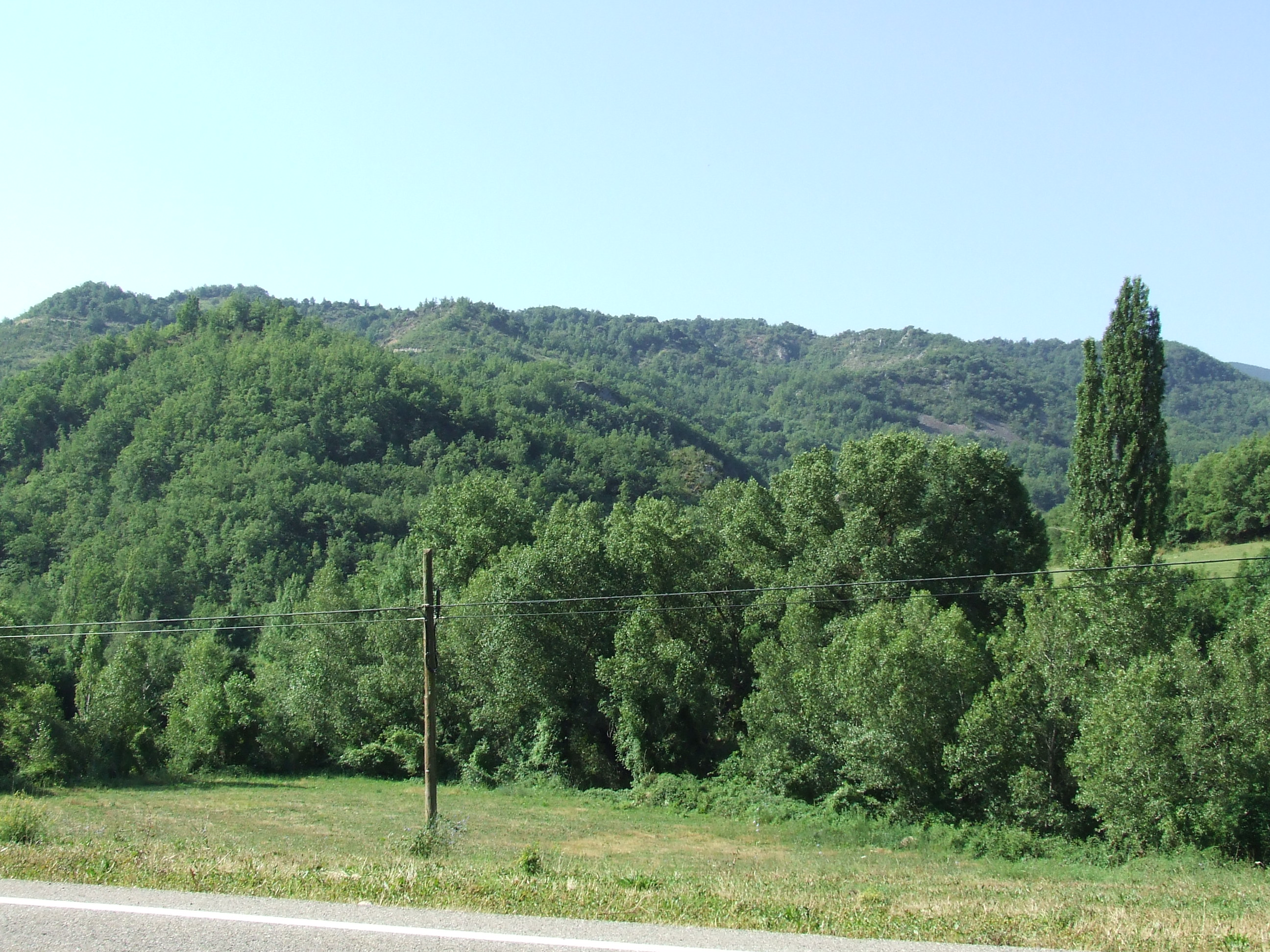
Territori de la Quadra de Miravet

En el fogatge del 1553, consten a Cadolla 4 focs (uns 20 habitants). En una relació del 1831, Cadolla i la Quadra de Miravet surten esmentats amb 63 habitants. La Quadra de Miravet era a la dreta del riu de Cadolla, a la part mitjana i baixa del seu curs, al nord-est del poble de Cadolla.
Pascual Madoz parla de Cadolla al seu Diccionario geográfico... del 1846. S'hi pot llegir que Cadolla y Cuadra de Miravet són en una fondalada entre dos barrancs que les defensen dels vents; el clima hi és temperat i saludable. Té 12 cases, allunyades les unes de les altres (la que més, a un quart d'hora). 7 d'elles estan agrupades, formant una petita plaça, i les altres 5 disperses. Un barranc duu aigua al poble, però la seva qualitat produeix papadas en els habitants de Cadolla i la Quadra de Miravet. Hi havia hagut un molí fariner, però el 1845 ja era mig ensorrat. El terreny és trencat, muntanyós i fluix, i produeix 150 jornals de feina de no gaire guany. S'hi collia blat, ordi, civada, patates i llegums. S'hi criaven ovelles, que produeix força llana, i també cabres i bous per a les feines del camp. Hi havia boscos, amb roures, oms, nogueres, pomeres i pereres, però el bosc s'artigava per a llaurar-lo. Hi havia caça de conills, perdius, llebres i bastants llops. També hi havia pedreres de calç i guix, que es duia a vendre a la Pobla de Segur. Els traginers de Tremp i de l'Aragó hi importaven vi i oli, i els veïns de Cadolla es proveïen de la resta en els mercats de la Pobla de Segur. En formaven la població 9 veïns (caps de família) i 50 ànimes (habitants).
Vers 1900, Ceferí Rocafort situa a Cadolla 13 edificis amb 25 habitants. El 1981 encara tenia 5 habitants, que han quedat reduïts a 3 el 2005.